# Josef Zahn
Josef Zahn (* 6. April 1894; † 1965) war österreichischer Jurist und Person des österreichischen Genossenschaftswesens.
Er war Verbandssekretär und zeitweilig Verbandsanwalt sowie ab 1949 Verbandssyndikus des Österreichischen Genossenschaftsverbandes (ÖGV), Prokurist und später Vorstandsmitglied der Österreichischen Zentralgenossenschaftskasse (seit 1974 Österreichische Volksbanken-Aktiengesellschaft, ÖVAG).

## Leben und Ausbildung
Zahn stammte aus einer alt-österreichischen Offiziersfamilie und lebte während seiner Jugend und Ausbildung teilweise in Prag, Sankt Pölten, Innsbruck und Wien. 
Im Ersten Weltkrieg wurde er als Reserveoffizier schwer verwundet, führte aber seine juristischen Studien fort und promovierte 1918 an der Universität Innsbruck zum Doktor der Rechte.
Nach Absolvierung des Gerichtsjahres und des Abiturientenkurses der Exportakademie wurde er zunächst Bankbeamter.

## Berufliche Tätigkeit im Österreichischen Genossenschaftsverband
Er trat 1924 als Sekretär in den Allgemeinen Verband der auf Selbsthilfe beruhenden Erwerbs- und Wirtschaftsgenossenschaften in Österreich ein und war in der Folge mit dem Aufbau und der Entwicklung der 1922 gegründeten Österreichischen Zentralgenossenschaftskasse beschäftigt, wo er acht Jahre zunächst als Prokurist, dann als Vorstandsmitglied tätig wurde.
Unter Otto Neudörfer war er federführend bei den Verhandlungen zur Vereinigung der damals nebeneinander bestehenden gewerblichen Genossenschaftsverbände nach Schulze-Delitzsch, die schließlich 1930 zur Schaffung des gemeinsamen Österreichischen Genossenschaftsverbandes (ÖGV) führten. 
Er führte den Verband interimistisch nach dem Tod von Otto Neudörfer von 1932 bis zur Wahl Karl Rehlings zum Verbandsanwalt 1933 sowie nach dessen Rücktritt 1937 bis zur Übernahme der Verbandsgeschäfte durch den öffentlichen Verwalter Paul Poindecker. 
Bereits während des Zweiten Weltkrieges wurde er zum Verbandsgeschäftsführer bestellt und 1949 nach der Wahl eines neuen Verbandsdirektors zum Verbands-Syndikus ernannt.
Nach dem Ausscheiden des Verbandsdirektors Rois wurde er für die Periode 1962 bis 1963 zum Verbandsanwalt bestellt.

## Publikationen
Zahn war Schriftleiter der Verbandszeitschrift Die Genossenschaft bis zu deren Einstellung 1938. Als Verbandssyndikus verfasste er zahlreiche Beiträge in Fachblättern und Zeitschriften und erstellte eine Reihe von Hauptwerken:
- Bank und Börse
- Die Besteuerung der Genossenschaften
- Gebühren ABC
- Neuauflage des Handbuchs für Genossenschaften

## Auszeichnungen
- Für seine vielseitige literarische Tätigkeit und seine Verdienste um das Genossenschaftswesen wurde ihm vom Bundespräsidenten 1957 der Hofratstitel verliehen.
- Silberne Kammermedaille (1965)
- Dr. Josef Zahn-Gasse ⊙ in Groß-Enzersdorf